# Jesse Bélanger
Joseph Dave "Jesse" Bélanger, född 15 juni 1969, är en kanadensisk före detta professionell ishockeyspelare som tillbringade åtta säsonger i den nordamerikanska ishockeyligan National Hockey League (NHL), där han spelade för ishockeyorganisationerna Montreal Canadiens, Florida Panthers, Vancouver Canucks, Edmonton Oilers och New York Islanders. Han producerade 135 poäng (59 mål och 76 assists) samt drog på sig 56 utvisningsminuter på 246 grundspelsmatcher. Bélanger spelade också på lägre nivåer för Fredericton Canadiens, Hamilton Bulldogs och Citadelles de Québec i American Hockey League (AHL), Hamburg Freezers och Frankfurt Lions i Deutsche Eishockey Liga (DEL), HC La Chaux-de-Fonds, EHC Biel och HC Lausanne i Nationalliga B (NLB), Rafales de Québec, Las Vegas Thunder, Cleveland Lumberjacks och Chicago Wolves i International Hockey League (IHL) och Bisons de Granby i Ligue de hockey junior majeur du Québec (LHJMQ).
Han blev aldrig draftad av någon NHL-organisation.
Bélanger vann Stanley Cup med Canadiens för säsong 1992-1993.

## Statistik
| 1987–1988    | Bisons de Granby                       | LHJMQ        | 69  | 33  | 43  | 76  | 10  | 5  | 3  | 3  | 6  | 0  |
| 1988–1989    | Bisons de Granby                       | LHJMQ        | 67  | 40  | 63  | 103 | 28  | 4  | 0  | 5  | 5  | 0  |
| 1989–1990    | Bisons de Granby                       | LHJMQ        | 67  | 53  | 54  | 107 | 53  | —  | —  | —  | —  | —  |
| 1990–1991    | Fredericton Canadiens                  | AHL          | 75  | 40  | 58  | 98  | 30  | 6  | 2  | 4  | 6  | 0  |
| 1991–1992    | Montreal Canadiens                     | NHL          | 4   | 0   | 0   | 4   | 11  | —  | —  | —  | —  | —  |
|              | Fredericton Canadiens                  | AHL          | 65  | 30  | 41  | 71  | 26  | 7  | 3  | 3  | 6  | 2  |
| 1992–1993    | Montreal Canadiens                     | NHL          | 19  | 4   | 2   | 6   | 4   | 9  | 0  | 1  | 1  | 0  |
|              | Fredericton Canadiens                  | AHL          | 39  | 12  | 32  | 51  | 24  | —  | —  | —  | —  | —  |
| 1993–1994    | Florida Panthers                       | NHL          | 70  | 17  | 33  | 50  | 16  | —  | —  | —  | —  | —  |
| 1994–1995    | Florida Panthers                       | NHL          | 47  | 15  | 14  | 29  | 18  | —  | —  | —  | —  | —  |
| 1995–1996    | Florida Panthers                       | NHL          | 63  | 17  | 21  | 38  | 10  | —  | —  | —  | —  | —  |
|              | Vancouver Canucks                      | NHL          | 9   | 3   | 0   | 3   | 4   | 3  | 0  | 2  | 2  | 2  |
| 1996–1997    | Edmonton Oilers                        | NHL          | 6   | 0   | 0   | 0   | 0   | —  | —  | —  | —  | —  |
|              | Hamilton Bulldogs                      | AHL          | 6   | 4   | 3   | 7   | 0   | —  | —  | —  | —  | —  |
|              | Rafales de Québec                      | IHL          | 47  | 34  | 28  | 62  | 18  | 9  | 3  | 5  | 8  | 13 |
| 1997–1998    | SC Herisau                             | NLA          | 5   | 4   | 3   | 7   | 4   | —  | —  | —  | —  | —  |
|              | Las Vegas Thunder                      | IHL          | 54  | 32  | 36  | 68  | 20  | 4  | 0  | 1  | 1  | 0  |
| 1998–1999    | Cleveland Lumberjacks                  | IHL          | 22  | 9   | 13  | 22  | 10  | —  | —  | —  | —  | —  |
| 1999–2000    | Montreal Canadiens                     | NHL          | 16  | 3   | 6   | 9   | 2   | —  | —  | —  | —  | —  |
|              | Citadelles de Québec                   | AHL          | 36  | 15  | 18  | 33  | 20  | 3  | 0  | 3  | 3  | 4  |
| 2000–2001    | New York Islanders                     | NHL          | 12  | 0   | 0   | 0   | 2   | —  | —  | —  | —  | —  |
|              | Chicago Wolves                         | IHL          | 58  | 17  | 22  | 39  | 28  | 14 | 3  | 4  | 7  | 10 |
| 2001–2002    | HC La Chaux-de-Fonds                   | NLB          | 36  | 41  | 39  | 80  | 38  | 5  | 4  | 9  | 13 | 8  |
| 2002–2003    | Garaga de Saint-Georges-de-Beauce      | LHSMQ        | 12  | 9   | 11  | 20  | 2   | —  | —  | —  | —  | —  |
|              | Hamburg Freezers                       | DEL          | 39  | 16  | 25  | 41  | 14  | 5  | 2  | 2  | 4  | 2  |
| 2003–2004    | Frankfurt Lions                        | DEL          | 50  | 24  | 30  | 54  | 24  | 15 | 3  | 8  | 11 | 10 |
| 2004–2005    | EHC Biel-Bienne                        | NLB          | 38  | 29  | 37  | 66  | 24  | 1  | 0  | 0  | 0  | 0  |
| 2005–2006    | EHC Biel-Bienne                        | NLB          | 40  | 38  | 34  | 72  | 28  | 17 | 21 | 18 | 39 | 14 |
| 2006–2007    | Lausanne HC                            | NLB          | 41  | 48  | 32  | 80  | 60  | 10 | 5  | 2  | 7  | 2  |
| 2007–2008    | CRS Express de Saint-Georges-de-Beauce | LNAH         | 49  | 35  | 44  | 79  | 22  | 11 | 2  | 7  | 9  | 2  |
| 2008–2009    | Poutrelles Delta de Sainte-Marie       | LNAH         | 31  | 15  | 28  | 43  | 4   | —  | —  | —  | —  | —  |
| 2009–2010    | CRS Express de Saint-Georges-de-Beauce | LNAH         | 44  | 27  | 38  | 65  | 8   | 17 | 12 | 17 | 19 | 4  |
| 2010–2011    | Cool-FM de Saint-Georges-de-Beauce     | LNAH         | 37  | 22  | 27  | 49  | 18  | 9  | 4  | 6  | 10 | 4  |
| 2011–2012    | Cool-FM de Saint-Georges-de-Beauce     | LNAH         | 47  | 31  | 42  | 73  | 28  | —  | —  | —  | —  | —  |
| 2012–2013    | Cool-FM de Saint-Georges-de-Beauce     | LNAH         | 37  | 14  | 19  | 33  | 10  | 4  | 1  | 2  | 3  | 2  |
| NHL totalt   | NHL totalt                             | NHL totalt   | 246 | 59  | 76  | 135 | 56  | 12 | 0  | 3  | 3  | 2  |
| AHL totalt   | AHL totalt                             | AHL totalt   | 221 | 108 | 152 | 260 | 100 | 16 | 5  | 10 | 15 | 6  |
| NLA totalt   | NLA totalt                             | NLA totalt   | 5   | 4   | 3   | 7   | 4   | —  | —  | —  | —  | —  |
| IHL totalt   | IHL totalt                             | IHL totalt   | 181 | 92  | 99  | 191 | 76  | 27 | 6  | 10 | 16 | 23 |
| DEL totalt   | DEL totalt                             | DEL totalt   | 89  | 40  | 55  | 95  | 38  | 20 | 5  | 10 | 15 | 12 |
| NLB totalt   | NLB totalt                             | NLB totalt   | 155 | 156 | 142 | 298 | 150 | 33 | 30 | 29 | 59 | 24 |
| LNAH totalt  | LNAH totalt                            | LNAH totalt  | 245 | 144 | 198 | 342 | 90  | 41 | 19 | 32 | 51 | 12 |
| LHJMQ totalt | LHJMQ totalt                           | LHJMQ totalt | 203 | 126 | 160 | 286 | 91  | 9  | 3  | 8  | 11 | 0  |